# 外波山流太
外波山 流太（とばやま りゅうた、1989年8月25日 - ）は、日本の俳優。東京都出身。所属事務所は株式会社仕事。
文学座附属演劇研究所48期生。

## 人物
身長173cm。体重67kg。血液型はA型。趣味は映画鑑賞。特技は水泳。
父は俳優・声優・演出家の外波山文明。

## 出演

### 映画
- 脇役物語（2010年）
- 太平洋の奇跡 -フォックスと呼ばれた男-（2011年）
- 臨場 劇場版（2012年） - 浦部翔太
- 永遠の0（2013年）
- 日本のいちばん長い日（2015年）

### 舞台
- わが町 - サム・クレイグ
- かなかぬち
- 贋作幕末太陽傳
- 泥リア
- キネマの大地-さよならなんて、僕は言わない-[5]
- 少女仮面[6]

### テレビドラマ
- 新・警視庁捜査一課9係 season2 第9話（2010年8月25日、テレビ朝日）
- 天装戦隊ゴセイジャー epic 31（2010年9月19日、テレビ朝日） - 学生 役
- 大切なことはすべて君が教えてくれた（2011年、フジテレビ） - 夏川流太 役
- 相棒 season11 第9話（2012年12月12日、テレビ朝日） - ケンタ 役